# Montesa (marque)
Ne doit pas être confondu avec Montesa.
Montesa est une marque espagnole de motocyclettes créée à Barcelone en 1944. En 1983, elle passe sous le contrôle du japonais Honda. Elle s'est d'abord spécialisée dans les machines de route et de compétition sur circuit puis dans le tout-terrain trial et enduro.

## Historique
- 1945 : Création de la firme Montesa (moto) par Francesc Xavier Bultó et Pere Permanyer.
- 1958 : Francesc Bulto démissionne de Montesa pour un différend avec Permanyer au sujet de la compétition sur circuit, et fonde Bultaco.
- 1983 : Entrée de Honda dans le capital de Montesa.
- 1986 : Absorption définitive par Honda.

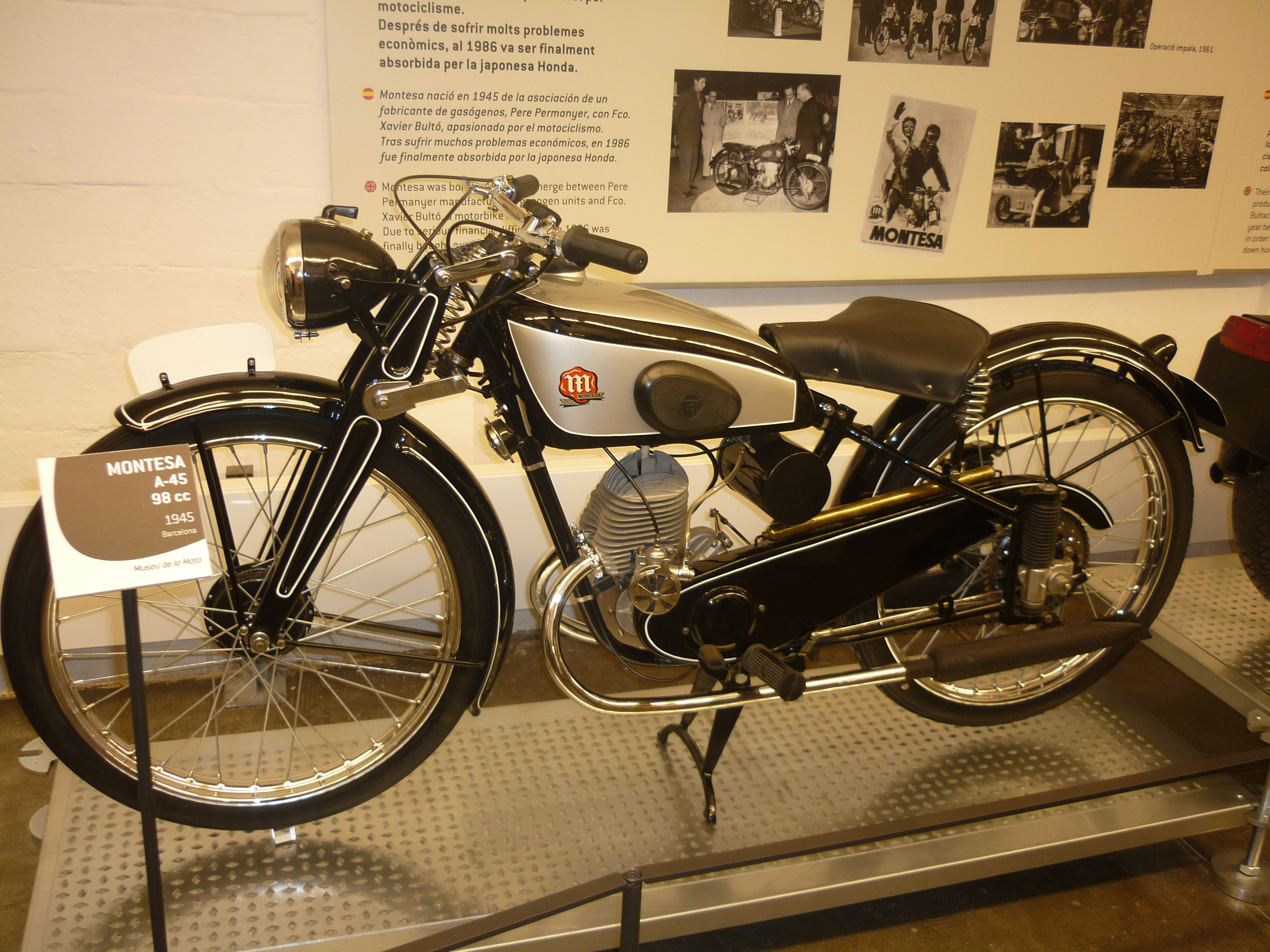
Le premier modèle fabriqué par Montesa (1945).
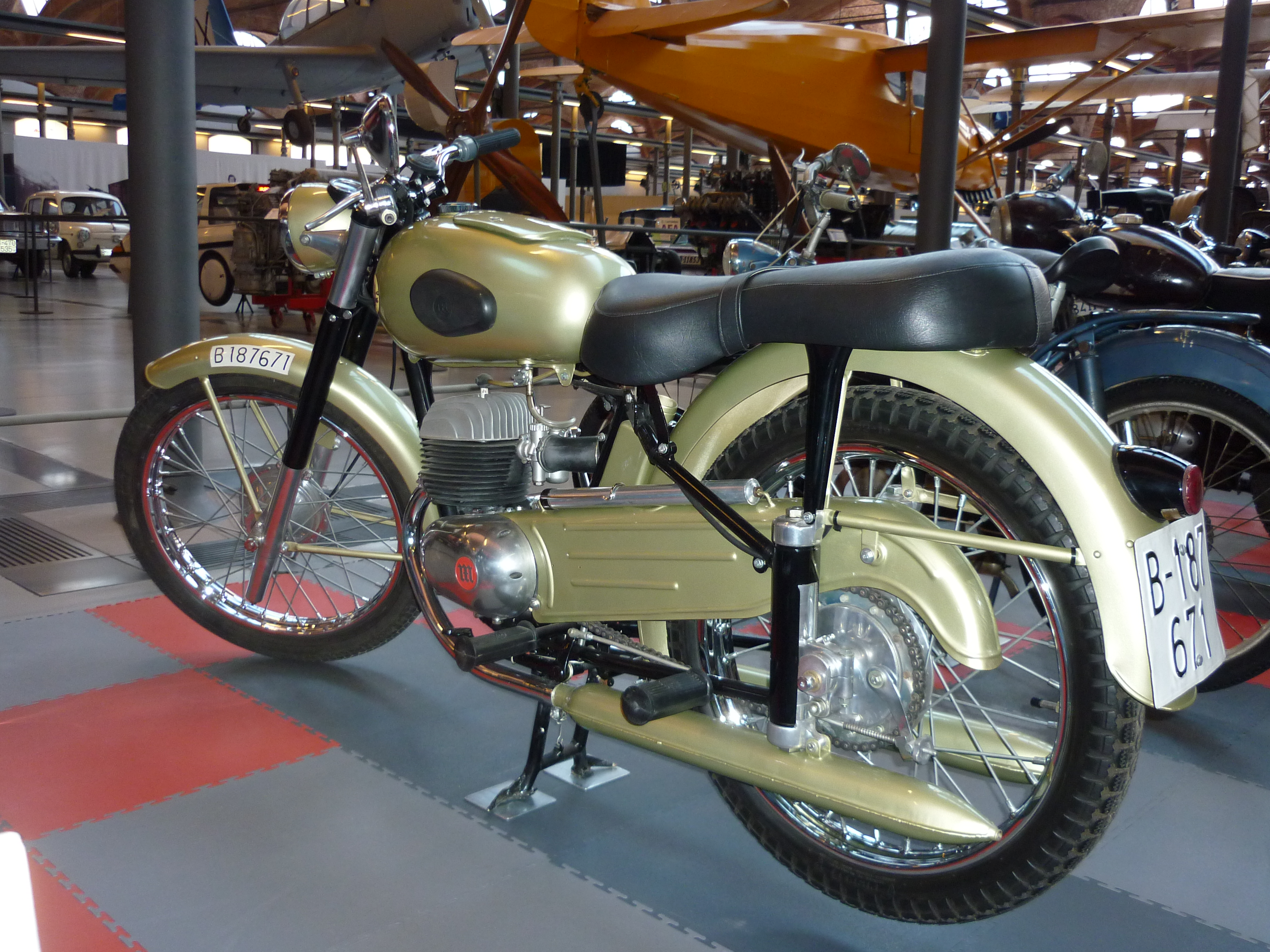
Montesa Brio 81 125 cm3 (1957).
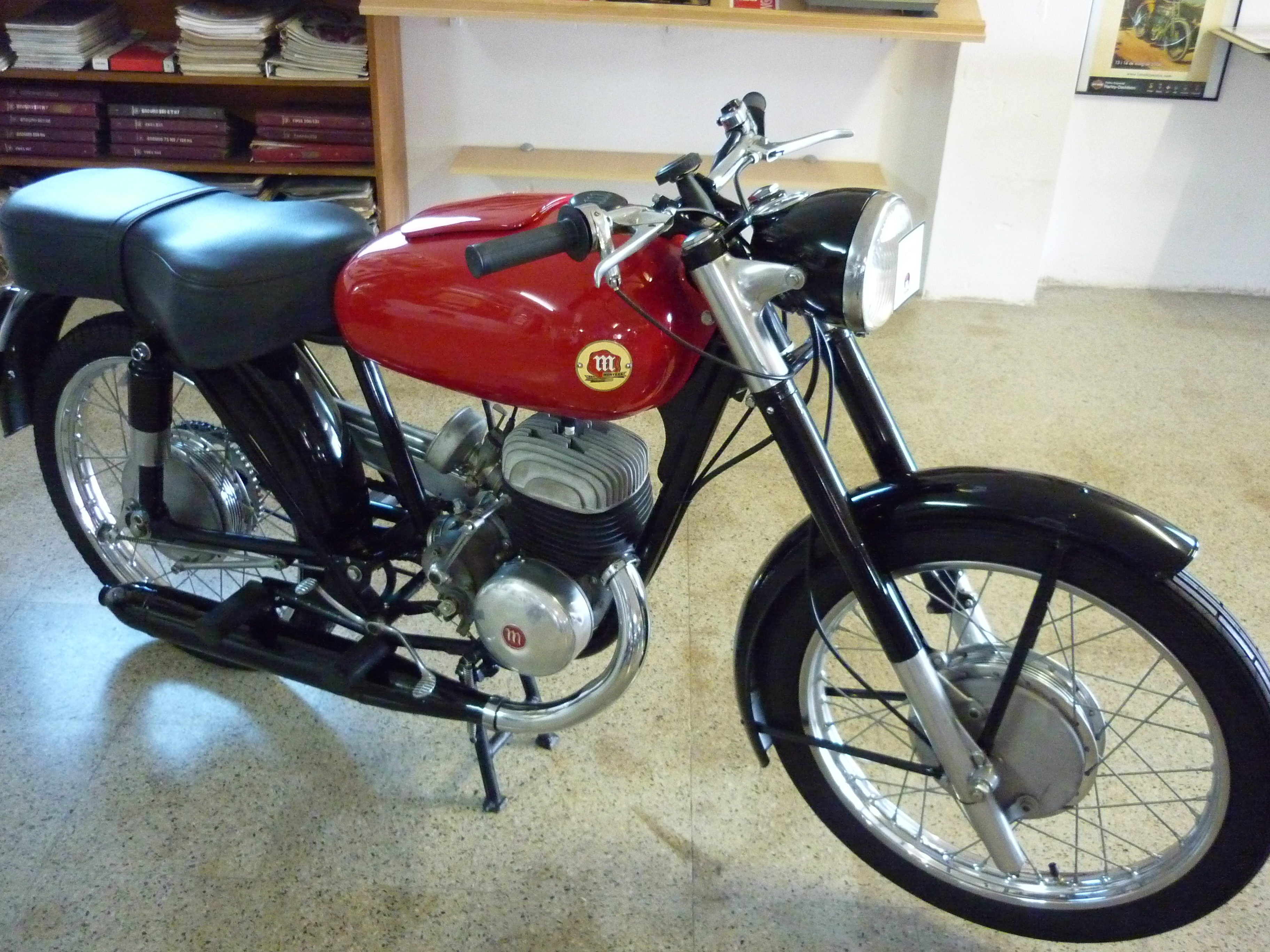
Montesa Brio 110 S (1961).

## Modèles récents

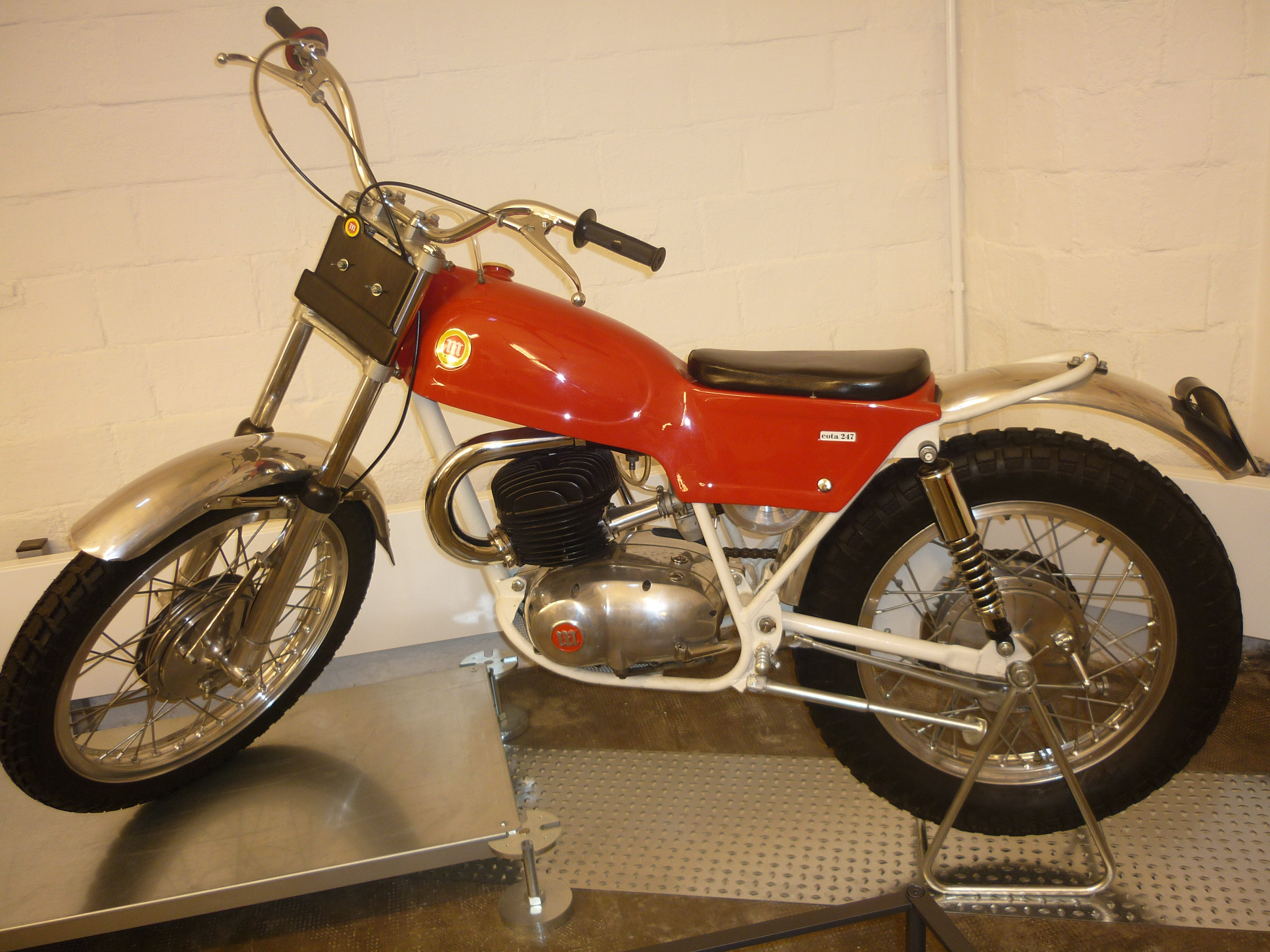
Montesa Cota 247 1968.
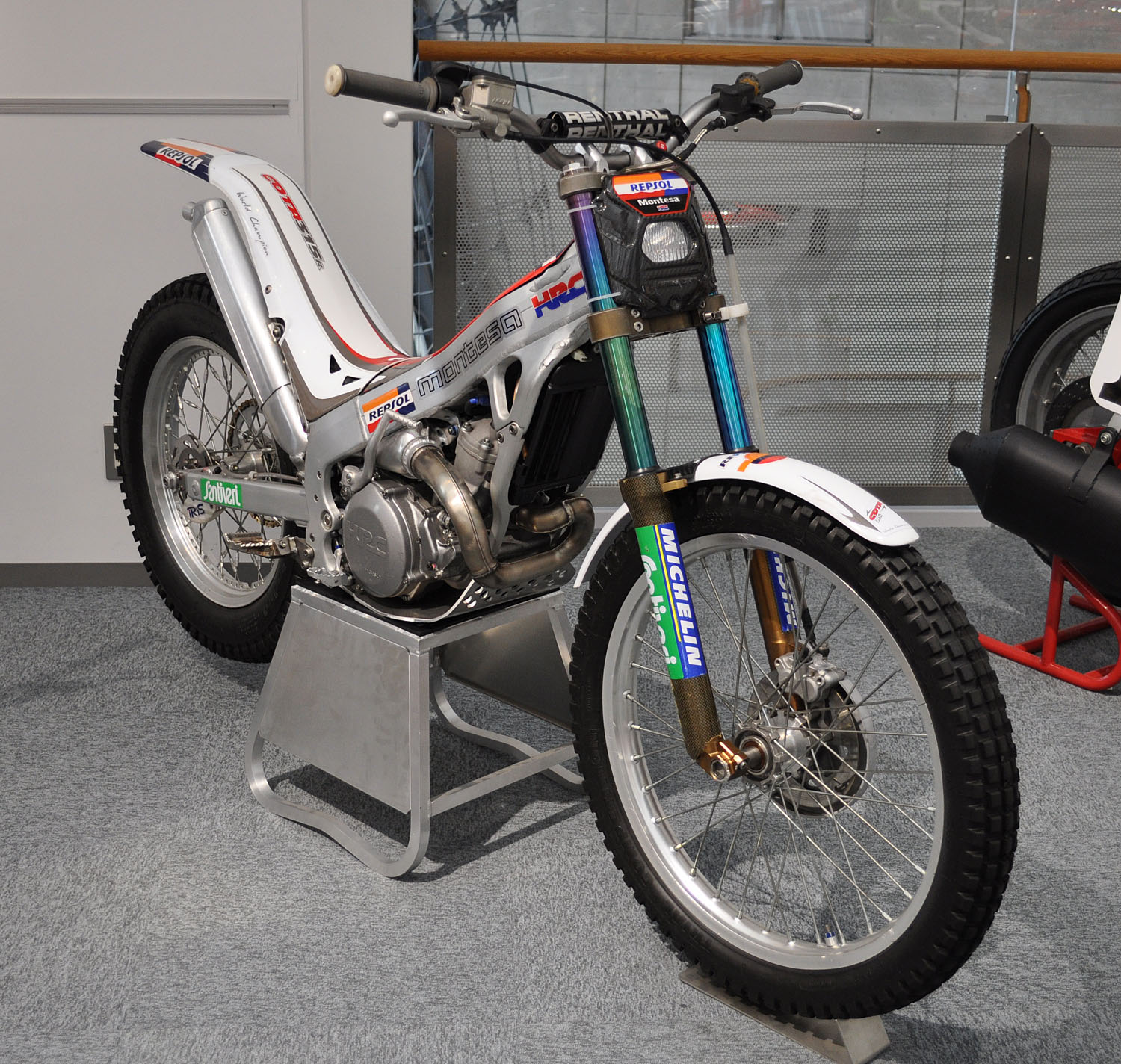
Montesa Cota 315R.
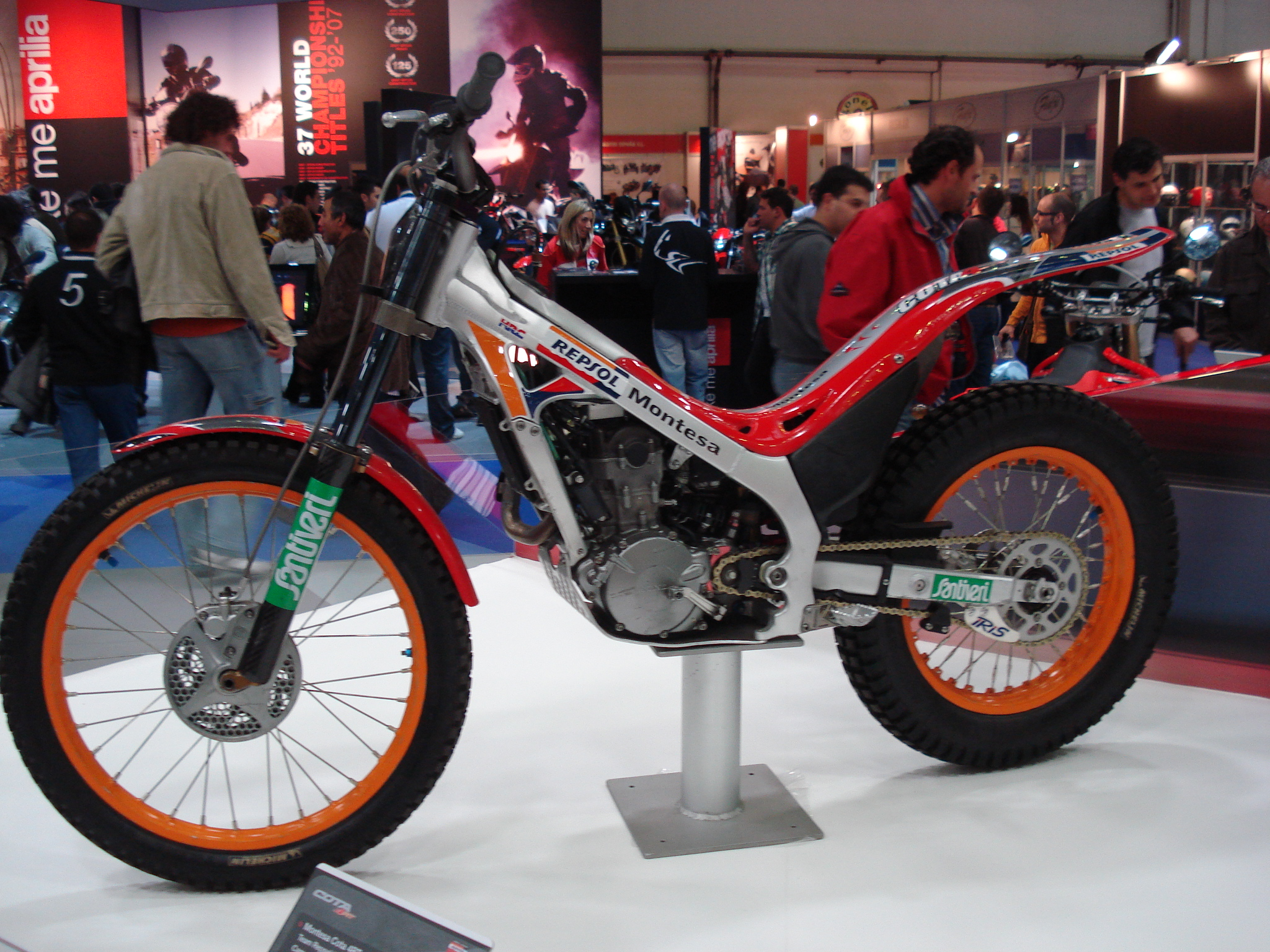
Montesa Cota 4RT 2008.